# Pterocaesio chrysozona
Espèce
Synonymes
- Caesio chrysozoma Cuvier, 1830[1]
- Caesio chrysozona Cuvier, 1830[1]
- Caesio chrysozonus Cuvier, 1830[1]
- Pristipomoides aurolineatus Day, 1868[1]

Statut de conservation UICN

 LC  : Préoccupation mineure
Pterocaesio chrysozona, communément appelé Fusilier à bande jaune ou Caesio à ceinture d’or, est une espèce de poissons Perciformes de la famille des Caesionidae.

## Publication originale
- Cuvier & Valenciennes, 1830 : Histoire naturelle des poissons. Tome Sixième. Livre sixième. Partie I. Des Sparoïdes ; Partie II. Des Ménides, p. 1-559.

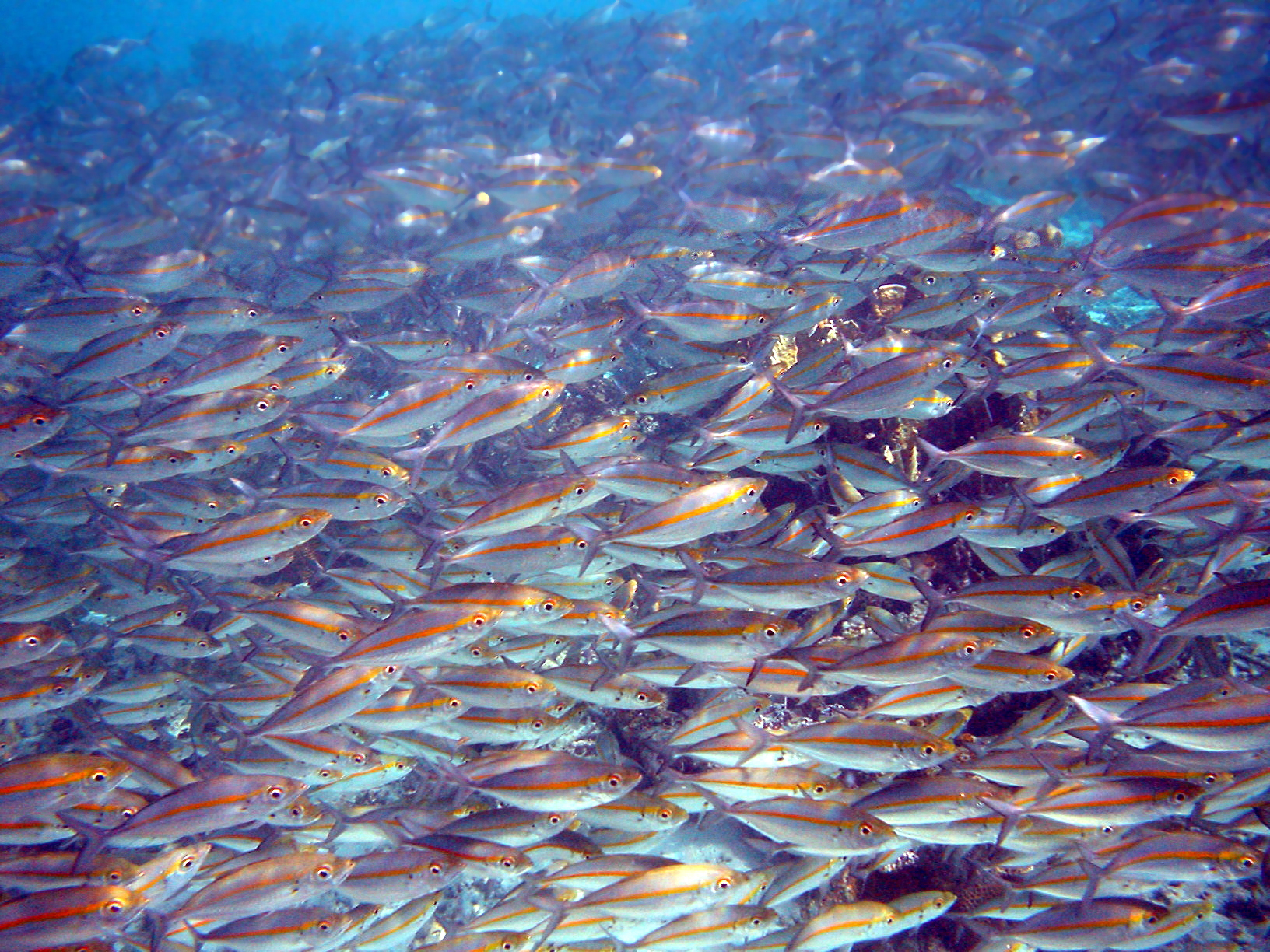